# 털사 인종 학살

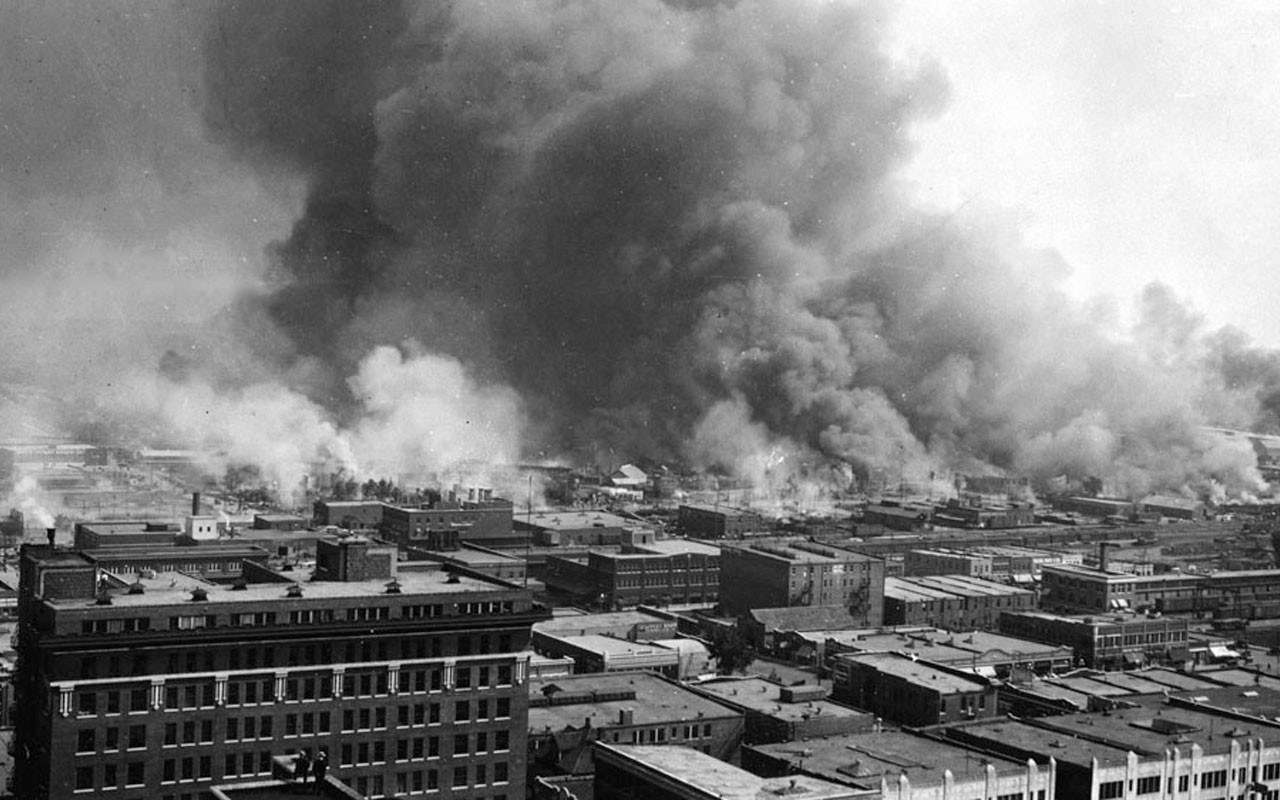

털사 인종 학살(영어: Tulsa race massacre) 또는 털사 인종 폭동(영어: Tulsa race riot)은 1921년 5월 31일에서 6월 1일까지 1박 2일 동안 백인 폭도들이 흑인 집단거주지인 오클라호마주 털사시 그린우드구에 쳐들어가서 흑인 수백 명을 죽이고 다치게 한 사건이다. 미국사에서 최악의 인종폭력 사건으로 불린다. 당시 털사시 그린우드구는 부유한 흑인들이 살던 지역으로, "블랙 월스트리트"라고도 불리던 곳이었다. 백인 폭도들은 개인 경비행기를 동원하여 폭발물을 던지며 폭격했고, 35개 이상 가곽이 완파되었다.
당시 800명 이상 병원에 실려갔고, 흑인 주민 6,000명 이상 체포 또는 구류되었다. 오클라호마주 생정통계국 공식 사망자는 36명이지만, 미국적십자사는 사상자 추산을 포기했다. 2001년 위원회 재조사 결과 사망자는 100명에서 300명 정도로 추산했다.

## 같이 보기
- 2022년 버펄로 총기 난사 사건
- 찰스턴 교회 총기 난사 사건
- 린치
- 미국의 인종차별
- 로즈우드 학살